# Крутоберега (приток Белой Холуницы)
Крутоберега — река в России, протекает в Зуевском районе Кировской области. Устье реки находится в 141 км по левому берегу реки Белая Холуница. Длина реки составляет 10 км.
Исток реки в западной части Верхнекамской возвышенности в 29 км к северо-востоку от города Зуевка. Река течёт на северо-восток, всё течение проходит по ненаселённому лесному массиву. Притоки — Ольховка, Чернушка (левые). Впадает в Белую Холуницу на границе с Фаленским районом.

## Данные водного реестра
По данным государственного водного реестра России относится к Камскому бассейновому округу, водохозяйственный участок реки — Вятка от истока до города Киров, без реки Чепца, речной подбассейн реки — Вятка. Речной бассейн реки — Кама.
Код объекта в государственном водном реестре — 10010300212111100032058.